# The Burns Sisters
The Burns Sisters é um grupo de folk music formado pelas irmãs Annie, Marie e Jeannie. Elas começaram a cantar juntas em 1980 e originalmente era um quinteto junto às irmãs Terry e Sheila.

## Discografia
| Ano  | Título                             | Gravadora      |
| ---- | ---------------------------------- | -------------- |
| 1986 | The Burns Sisters Band             | Columbia       |
| 1989 | Endangered Species                 | Columbia       |
| 1992 | Songs of the Heart                 | Independent    |
| 1995 | Close to Home                      | Rounder/Philo  |
| 1996 | Tradition: Holiday Songs Old & New | Rounder/Philo  |
| 1997 | In This World                      | Rounder/Philo  |
| 2000 | Out of the Blue                    | Rounder/Philo  |
| 2006 | Wild Bouquet                       | Ithaca Records |